# El Pato Lucas en el pato Cazafantasmas
El Pato Lucas en el pato Cazafantasmas (Daffy Duck's Quackbusters o Quackbusters en V.O.) es una película estadounidense cómica de terror animada de 1988 protagonizada por los personajes de los Looney Tunes. Fue el último trabajo de Mel Blanc como actor de voz tras su fallecimiento.

## Argumento
La producción está formada por varios cortos animados de la serie, los cuales han sido reestructurados para seguir el hilo argumental. En términos cinematográficos, a este género se le conoce como "Omnibus". A continuación aparecen titulados los cortos por orden:
- The Night of the Living Duck (1988)
- Daffy Dilly (1948) (Lucas trata de ver a J.P. Cubbish)
- The Prize Pest (1951) (Porky es contratado)
- Water, Water Every Hare (1950) (En este corto Bugs Bunny sale en los anuncios televisivos)
- Hyde and Go Tweet (1960) (Escena paródica del Dr. Jekyll y Mr. Hyde en el que Piolín, tras esconderse dentro del frasco de la fórmula del Dr. Jekyll, se transforma en un canario monstruoso llevando a Silvestre a la locura)
- Claws for Alarm (1954) (Porky y Silvestre son enviados al hotel Dry Gulch)
- The Duxorcist (1987) (Lucas trata de practicar un exorcismo a la Pata Melisa, pero es poseído poco después)
- Transylvania 6-5000 (1963) (Bugs Bunny es enviado a Transilvania)
- The Abominable Snow Rabbit (1961) (Después de Transilvania, Bugs se dirige a una región del Himalaya, para investigar un caso que provoca el pánico entre la población: un yeti obsesionado con los conejos)
- Punch Trunk (1953) (Un elefante diminuto provoca el caos a pesar de su tamaño)
- Jumpin' Jupiter (1955) (Escena del epílogo)

### The Night of the Living Duck
De todos los cortos, este fue hasta la fecha del estreno un cortometraje exclusivo. En esta secuencia el Pato Lucas tras leer un cómic de terror, sueña que actúa de monologuista en un nightclub en el que tiene como espectadores a monstruos clásicos del cine de terror y misterio como el Conde Drácula y el monstruo de Frankenstein entre otros.
A pesar del miedo escénico inicial, se hace con el público tras personificar a Mel Tormé

### Inicio
El Pato Lucas interpreta a un vendedor ambulante que tras ver en las noticias que el magnate billonario J.P. Cubbish (perro raza bulldog) sufre una enfermedad que le mantiene postrado en la cama con depresión, por lo que ofrece una recompensa para aquel que le haga reír. Cansado de su trabajo, ve una oportunidad para hacerse rico, sin embargo tiene el problema inicial del mayordomo, del que consigue deshacerse, no sin dificultad. Tras una torpe irrupción en la habitación en la que tropieza con un pastel, Cubbish empieza a reírse de manera tímida, risas que van in crescendo hasta llegar a las carcajadas para malestar del pato, aunque termina convirtiéndose en un bufón que recibe tartazos. Finalmente, las noticias comunican el fallecimiento de Cubbish por reír sin parar.
Como parte de su palabra, antes de su muerte, nombra a Lucas, heredero con la condición de que use su reciente fortuna en pro de la comunidad. Pronto los problemas llegan para Lucas cuando este piensa buscar la manera de lucrarse, puesto que el espíritu de su benefactor hace acto de presencia para quitarle el dinero en caso de que no cambie de actitud. Como idea alternativa, decide pues, montar una empresa para "ayudar" a los demás a deshacerse de presencias paranormales como Cubbish, en clara alusión a Los Cazafantasmas. Para ello contrata a Porky (acompañado por el Gato Silvestre) y Bugs Bunny, con reticencias por parte de este último, más partidario de mudarse a Palm Springs, California.
A lo largo del filme deben hacerse cargo de varias misiones: Porky es enviado junto a un acobardado Silvestre, tras un encuentro con Piolín en una escena paródica de El Dr. Jekyll y Mr. Hyde, a un hotel abandonado en el que la vida de ambos parece peligrar a causa de un extraño con un rifle hasta que son reasignados a las Montañas de la Superstición. Bugs Bunny por su parte debe viajar a Transilvania y después al Himalaya para investigar los casos del Conde Drácula y el yeti respectivamente, en este último caso va acompañado por Lucas para demostrar a Cubbish su compañerismo con los subordinados ante la continua desaparición del dinero (a pesar de estar almacenado en una caja fuerte). Al volver a su oficina, Lucas tiene que acudir a otro trabajo urgente: Pata Melisa, una pata ánade pide de sus servicios después de que sus electrodomésticos funcionen de manera extraña. A priori, este la toma por una "loca", a pesar de todo se persona en el lugar, donde descubre que el horno está congelado y que de la nevera salen llamaradas. A este extraño fenómeno se le añade la posesión de su clienta en referencia a la escena del personaje de Sigourney Weaver. Tras un exorcismo del que él mismo es víctima a pesar del éxito, regresa a la oficina donde indignado contempla que tan solo le queda un millón de dólares. 
Días más tarde se reporta un extraño suceso que está causando el pánico en la ciudad: un diminuto elefante se pasea por el área urbana provocando el caos a pesar de su tamaño (de 10 cm). Aunque escéptico al principio, los reportes del pequeño paquidermo en las noticias hace que Lucas quiera sacar provecho de la situación. Una vez es entrevistado en directo vía telediario, desmiente la "existencia" de tal animal, sin embargo aparece justo ante sus ojos perdiendo de esta manera la poca credibilidad que le quedaba. Avergonzado por el caso del animal diminuto y preocupado por la situación económica de su empresa, pretende acusar a Porky por "negligencia laboral", puesto que su trabajo era en un principio administrativo y no entraba dentro del campo de la investigación parapsicológica con el pretexto de que "no hay nada malo en ser un poco deshonesto en los negocios", palabras que resultan ser fatídicas que de su caja que Cubbish se ha llevado todo el dinero con una nota en la que pone "Has perdido. Atte/ Tu benefactor". Para mayor pesar se le presenta Elmer Gruñón, personificado como un "cobrador de morosos" anunciando la quiebra de la empresa, la cual es demolida con el propio Lucas dentro.

### Epílogo
En el epílogo se muestra la suerte que han corrido los distintos personajes, Bugs Bunny disfruta con tranquilidad de sus vacaciones en Palm Springs donde lee la noticia de la caída en desgracia de Lucas. Porky se instala a vivir en las Montañas de la Superstición con la compañía de Silvestre, todavía atemorizado. Una voz en off anuncia que Cubbish sigue muerto. En cuanto a Lucas, vuelve al punto de partida como vendedor, con la diferencia de que esta vez vende figuritas en miniatura de monstruos de juguete a un dólar, sin embargo el espíritu de Cubbish continúa atormentándole, puesto que el dinero sigue desapareciendo ante sus ojos.

## Reparto

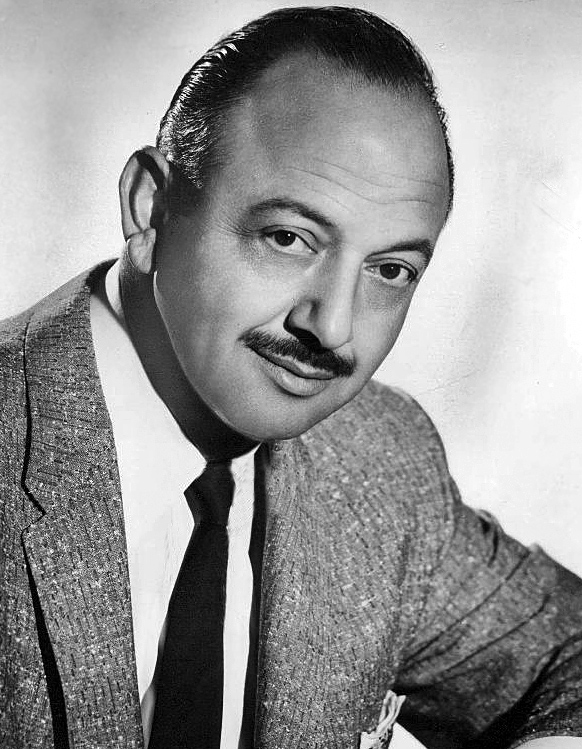
Esta producción fue el último trabajo de Mel Blanc antes de su fallecimiento

| Actor (voz)   | Personaje(s) |
| ------------- | --- |
| Mel Blanc     | Pato Lucas Bugs Bunny Porky Gato Silvestre Piolín Hugo, el abominable hombre de las nieves J.P Cubbish y Mayordomo Dr. Jekyll Borracho Primer cliente y Enfermero (escena Punch Trunk) |
| Mel Tormé     | Pato Lucas (voz cantante) |
| Ben Frommer   | Counde Blood Count |
| B.J. Ward     | Pata Melisa |
| Roy Firestone | Elmer Gruñón (entonces: Egghead) Narrador |
| Julie Bennett | Buitre bicéfala |
| June Foray    | - |